# Bathylagus niger
Bathylagus niger is een straalvinnige vissensoort uit de familie van kleinbekken (Bathylagidae). De wetenschappelijke naam van de soort is voor het eerst geldig gepubliceerd in 2006 door Kobyliansky.